# Scheune Axstedter Straße 2
Die Scheune Axstedter Straße 2 in der niedersächsischen Gemeinde Holste-Oldendorf wurde Mitte des 19. Jahrhunderts erbaut. Aktuell (2025) wird sie wohl landwirtschaftlich genutzt.
Das Gebäude steht unter Denkmalschutz (siehe auch Liste der Baudenkmale in Holste).

## Geschichte und Beschreibung
Die Gemeinden Hellingst, Oldendorf und Steden wurden 1500 erwähnt; aus ihnen ging die Gemeinde Holste hervor.
Das eingeschossige giebelständige Gebäude in Fachwerk mit Steinausfachungen, mit ziegelgedecktem Satteldach und Querdurchfahrt, wurde um 1830/70 erbaut.
Die Scheune steht auf einem Hof mit nicht denkmalgeschütztem massiven Wohngebäude und Nebengebäude.
Das Landesdenkmalamt befand u. a.: „… typische Fachwerkkonstruktion mit einer Querdurchfahrt … .“